# 苏尔比亚泰
苏尔比亚泰（義大利語：Sulbiate），是意大利蒙萨和布里安萨省的一个市镇。总面积5.27平方公里，人口3877人，人口密度735.7人/平方公里（2009年）。ISTAT代码为015217。